# Onthophagus hidalgus
Onthophagus hidalgus là một loài bọ cánh cứng trong họ Bọ hung (Scarabaeidae).